# Tribute to Ramzes & The Hooligans
Tribute to Ramzes & The Hooligans – tribute album zawierający covery utworów grupy Ramzes & The Hooligans grającej muzykę z gatunku Oi!. Nagrany został w 2007 r. a wydany w 2008 r. Zawiera 18 utworów, przy czym dwa z nich obejmują po dwa połączone utwory grupy Ramzes & The Hooligans, wykonanych przez osiemnastu wykonawców. Całość trwa 42 minut i 21 sekund.

## Wprowadzenie
Album nagrany został przez różnych wykonawców. Zawiera covery utworów grupy Ramzes & The Hooligans grającej muzykę z gatunku Oi!. Nagrania utworów miały miejsce w 2007 r.. Album został wydany przez wytwórnię Olifant Records w 2008 r.. Dostępny był na płycie CD, na której znalazło się 20 utworów nagranych przez osiemnaście zespołów. Specyficzną formę nabrało nagranie pod dwa utwory przez zespoły Komando Bimber i Horytnica, gdyż są one na płycie CD traktowane jak jeden połączony utwór, przez co w wielu opracowaniach czy publikacjach istnieje informacja o osiemnastu utworach na płycie i tyle pozycji widnieje na spisie utworów. Numer matrix płyty to „8728 ALT 1459/TRIBUTE TO RAMZES”. Całość trwa 42 minut i 21 sekund (42:13). Na okładce widnieją napisy: „Tribute To: Ramzes & The Hooligans - Chodź tu bracie chuliganie!”. Numer katalogowy produktu to: OR 031.

## Utwory
| Lp | Wykonawca                     | Tytuł                                | Czas |
| -- | ----------------------------- | ------------------------------------ | ---- |
| 1  | Komando Bimber                | Gitary Do Oporu / Chodź Tu Bracie... | 3:03 |
| 2  | Kombinat 86                   | Rasiści                              | 1:57 |
| 3  | Flat Caps                     | Nie Ma Zmiłuj Się                    | 1:24 |
| 4  | Lumpex 75                     | Poland Alkoholand                    | 3:09 |
| 5  | C.S.                          | Mechaniczna Pomarańcza               | 1:49 |
| 6  | Duma 84                       | Skinhead                             | 2:08 |
| 7  | All Bandits                   | Wypijmy Jeszcze Raz                  | 2:06 |
| 8  | Horytnica                     | Biała Siła / Szatan                  | 3:57 |
| 9  | Contra Boys                   | Uśmiechnij Się                       | 1:48 |
| 10 | Roibeer                       | Naprzód 23                           | 3:12 |
| 11 | The Sandals                   | My Młodzież                          | 2:07 |
| 12 | Skunx                         | Moda                                 | 2:29 |
| 13 | WKG                           | Samobójstwo                          | 2:04 |
| 14 | Prawy Prosty                  | Nicky Cruz                           | 2:23 |
| 15 | Dewastators                   | Józek                                | 2:58 |
| 16 | I.V.C.                        | Wielkanoc                            | 1:39 |
| 17 | Invitropunk                   | Kiosk                                | 1:43 |
| 18 | Giter Nojman Feat Skinheadzik | Autowidol                            | 2:17 |

## Odbiór i opinie
Ideą przewodnią powstania tego albumu było złożenie swoistego hołdu dla zespołu Ramzes & The Hooligans, w szczególności dla wokalisty i lidera zespołu Ramzesa, przez wykonawców w większości związanych z subkulturą skinhead oi!. Sam materiał nagrany na płytę jednak budzi wśród niektórych autorów publikacji wątpliwości wyrażane w negatywnych opiniach na temat albumu, do którego nawet przypięto określenie „skino polo”. Wskazuje się między innymi na słaby styl nagrań, brak jakiejkolwiek ciekawej interpretacji, ciekawych utworów  „mistrza polskiego punk rocka”, które to określenie czasem pojawia się w odniesieniu do Ramzesa. Szczególną uwagę pod tym względem i rozczarowanie według autorów tych niepochlebnych opinii przykuwa jeden z bardziej doświadczonych wykonawców na polskiej scenie – zespół  Contra Boys – który również zgodnie z tymi opiniami w tym przypadku zawiódł. Jedną z przyczyn takiego stanu rzeczy wskazywanych może być błędny dobór zespołów niekoniecznie dobrze czujących klimat punkowej twórczości Ramzesa. Tym samym pewnym podsumowaniem takich rozważań jest stwierdzenie, że Ramzes & The Hooligans zasługują na lepsze tribute niż to zaprezentowane na tym albumie.